# Filologi
Filologi er sprogvidenskab med særlig vægt på forståelse af den med et bestemt sprog forbundne historie, litteratur og kultur til forskel fra lingvistik, der fokuserer på de generelle aspekter af sprog og deres strukturer.
Filologien inddeles gerne i en række underdiscipliner som grammatik, eksegese, tekstkritik, mytologi o.l., og den trækker tillige på en række hjælpediscipliner som arkæologi og palæografi.
Filologien opdeles gerne efter dens emneområder: Vestlige universiteter tilbyder i reglen klassisk filologi, nordisk filologi, germansk filologi, samt semitisk filologi (i dag semitistik (de)) og slavisk filologi (i dag slavistik (de)).